# 進音
進音 / Singne（しんね、1978年10月12日 - ）は、日本のシンガーソングライター、音楽プロデューサー、ラジオパーソナリティである。群馬県草津町出身。所属事務所は個人事務所Watertainment（ウォーターテインメント）。
自身の作詞・作曲は勿論のこと、アレンジやプロデュースによる他アーティストや俳優、TV・ラジオといったメディアにも楽曲を多く提供している。楽器はギター、ベース、キーボード、ブルースハープを使う。
また、FMラジオ番組やレコーディングと言ったサウンドや企画構成などのディレクションも行い、近年ではMCやイベント司会なども行っている。

## 略歴
- 2010年 - 株式会社シーピーシーに所属となり、レーベルシーピーシーレコーズよりデビューする。
  - 10月3日、1stアルバム『SELFATE』リリース。収録曲「ユエガタメ」が特別TV番組（全国16局ネット）『美肌温泉2010〜湯の国群馬編〜』の挿入歌に決定。
- 2011年
  - 4月23日、栃木県下野市で開催された、東日本大震災で被災された方々への義援金募金を目的としたチャリティーコンサート「しもつけ虹の架け橋コンサート」のテーマソング『おまじない』を作詞･作曲提供。関東各地から集まったミュージシャンでレコーディング制作が行われ、4月23日・24日と両日開催となった会場限定で販売された。
  - 8月3日、1stシングル「ボクラノウタ」リリース。本作がJリーグDivision2「ザスパクサツ群馬」初容認となる応援ソングに決定。
  - 8月7日、「ボクラノウタ」の文真堂書店プロモーション販売が決定し、群馬県内全10店舗にてプロモキャラバンが行われた。
  - 10月23日、「ボクラノウタ」発売記念として、正田醤油スタジアムで行われた公式戦第32節「ザスパクサツ群馬×ギラヴァンツ北九州」にて初披露LIVEが行われた。
- 2012年
  - 4月3日、FM西東京『草津温泉進音別館』が放送開始（同年9月24日放送終了）
  - 10月14日、FM salus『草津温泉進音新館』が草津温泉観光協会公認番組として放送開始（2013年3月24日放送終了）
- 2013年 - 株式会社ヴァーガンディープロモーションにシンガーソングライター兼音楽プロデューサーとして移籍。同時にFM各局の、数番組の制作担当ディレクター・プロデューサーも担当するようになり、テーマ楽曲やBGM、ジングル提供なども行う。
  - 7月8日、デジタルシングル「Onward」リリース。収録曲の「A Musical Magical」をFM salusの帯番組『muse Amuse』の公式テーマソングとして書き下ろした。
  - 8月7日、FM ULaLa『ラジオとラジコ』の企画制作・プロデュース、放送開始
- 2014年
  - 4月、FM ULaLaの局公式ステーションジングル制作提供。
  - 8月13日、FM ULaLa『NEWSタイムマシン』の企画制作・プロデュース、放送開始
  - 9月、TBSドラマ『アゲイン!!』最終回での応援団オリジナルリズムを制作提供。
  - 9月9日、FM ULaLa『菊田あや子のプレシャスウェディング』公式エンディングテーマに仲谷奈美へ提供した楽曲「かげろう」が決定。
  - 10月 個人事務所Watertainment（ウォーターテインメント）を設立、移籍。
- 2015年
  - 11月、陸前高田復興支援イベント「TAKATA-FESTA」の公式テーマソングプロジェクトのプロデューサーに就任。
- 2016年
  - 4月1日、渋谷のラジオ（87.6MHz FM）開局に伴い、メインパーソナリティとして『渋谷のライブハウス』が放送開始。
  - 5月14日、陸前高田復興支援イベント「TAKATA-FESTA」の公式テーマソング『つむぎ』が完成、同イベントでリリース。
  - 6月、こしがやエフエム（86.8MHz）開局に伴い、局公式ステーションジングルを越谷市国際交流協会親善大使なども務めるインストデュオ「Jun&Chisa」とコラボ制作し提供した。
  - 12月8日、映像配信プラットフォーム、FRESH! by CyberAgent でスタートした『フクロウ大学』メインMCに決定。（2018年4月Youtube移行後、2020年12月3日放送終了）
- 2017年
  - 7月、市川うららFM（83.0MHz）開局に伴い、局公式ステーションジングルを制作提供し、同局にて自身がパーソナリティを務める、進音Presents『Sunday 90's』が放送開始。（2018年1月28日放送終了）
  - 9月、全国音楽療法士協会公認音楽療法士、歌唱療法士の資格を取得。
- 2018年
  - 1月31日、デジタルシングル「ワンダーランド」リリース。
  - 11月14日 - 16日、幕張メッセで行われた国際放送機器展示会「Inter BEE 2018」にて、8Kによるライブ配信のシンガーソングライターモデルとして、アストロデザイン株式会社のブースに、全日出演。
- 2020年
  - 5月27日、デジタルシングル「かげろう」リリース。
  - 9月1日、池袋にラジオスタジオRADIOwlを開設。
  - 9月、第三級アマチュア無線技士の国家資格を取得。

## CD
- アルバム『SELFATE』（2010年10月6日）
- マキシシングル「ボクラノウタ」（2011年8月3日）
- デジタルマキシシングル「Onward」（2013年7月8日）
- デジタルシングル「ワンダーランド」（2018年1月31日）
- デジタルシングル「かげろう」（2020年5月27日）

## 楽曲提供・タイアップ
- 市川うららFM 局公式ステーションジングル 制作提供
- こしがやエフエム 局公式ステーションジングル 制作提供
- 陸前高田復興支援イベント「TAKATA-FESTA」公式テーマソング / 「つむぎ」 - 作詞・作曲・プロジェクトプロデュース
- TBSドラマ『アゲイン!!』ダンスリズム 制作提供
- FM ULaLa 菊田あや子のプレシャスウェディング 公式EDテーマ曲 / 「かげろう」 - 仲谷奈美へ楽曲提供・プロデュース
- FM ULaLa 局公式ステーションジングル 制作提供
- FM salus 『muse Amuse』公式テーマソング / 「A Musical Magical」 - デジタルマキシシングル「Onward」より
- J2『ザスパクサツ群馬』容認応援ソング / 「ボクラノウタ」 - マキシシングル「ボクラノウタ」より
- TV番組『美肌温泉2010〜群馬篇〜』挿入歌 / 「ユエガタメ」 - アルバム『SELFATE』より
- MiHiRo 楽曲提供 / 「Samurai type」
- 全国雑誌ノースランド社『SKI GRAPHIC』SAJナショナルデモンストレーター水落亮太選手DVD 楽曲提供

## ラジオ・メディア
- 草津温泉『進音別館』（FM西東京）2012.4.3 - 2012.9.24 パーソナリティ・企画制作・プロデュース
- 草津温泉『進音新館』（FM salus）2012.10.14 - 2013.3.24 パーソナリティ・企画制作・プロシュース
- 『ラジオとラジコ』（FM西東京 - FM ULaLa）2013.8.7 - 企画制作・総合プロデュース
- 『NEWSタイムマシン』（FM ULaLa）2014.8.13 - 2016.1.6 企画制作・総合プロデュース
- 『渋谷のライブハウス』（渋谷のラジオ FM）2016.4.1 - 2016.9.30 パーソナリティ・企画
- 『フクロウ大学』 （FRESH! by CyberAgent） 2016.12.8 - 2020.12.3 メインMC
- 進音Presents『Sunday 90's』（市川うららFM）2017.7.16 - 2018.1.28 メインパーソナリティ・企画
- 『高橋フムミの勝手に聴きやがれ！』（市川うららFM）2020.3 - 構成企画